# Max Safir
Max Safir, ursprungligen Manes Safir, född 10 november 1925 i Bodzentyn i Polen, död 9 juni 2020 i Oscars distrikt i Stockholm, var en polsk-svensk förintelseöverlevare.

## Biografi
Safir föddes i en traditionell judisk familj i Polen. När han var 13 år gammal fördes han och hans bror till ett arbetsläger i Cieszanów. Där frågade han en herr Schindler om hjälp att ta sig därifrån. Senare kom han till ett arbetsläger i Starachowice och därefter fördes han till förintelselägret Auschwitz-Birkenau. Han tvingades gå en dödsmarsch till koncentrationslägret Mauthausen i Österrike och vidare till ett underläger i Ebensee. Vistelsen där var omänsklig med mycket hårt arbete och över 8 000 människor dog under de 18 månader lägret var i drift. Han befriades av amerikanska soldater i maj 1945. Då hade han förlorat hela sin familj och vägde 24 kg. Efter ett halvår i brittiskt läger på Cypern kom Safir till Brittiska Palestinamandatet och han deltog i 1948 års arabisk-israeliska krig. Han kom till Sverige i mitten av 1950-talet och fick här förnamnet Max.
Under sina sista 15 år reste Safir vid flera tillfällen till Polen och återskapade på plats minnet av det judiska Bodzentyn för hundratals svenska elever, lärare, riksdagsledamöter och andra. Han bidrog starkt till högtidlighållandet av Förintelsens minnesdag i riksdagen som startade 2007, där han medverkade flera gånger. Safir föreläste i skolor och nämns i utredningen om ett svenskt museum om Förintelsen, SOU 2020:21, som en av dem som föreslagit ett sådant museum för att bevara de överlevandes minnen för kommande generationer.
År 2012 utkom boken Bäste herrn, låt mig få leva som är hans personliga överlevnadsberättelse. Safir medverkade 2018 i boken Witnesses: överlevande från förintelsen, som tilldelades Svenska fotobokspriset 2019.